# 2010 (numero)
Duemiladieci (2010) è il numero naturale dopo il 2009 e prima del 2011.

## Proprietà matematiche
- È un numero pari.
- È un numero composto da 16 divisori: 1, 2, 3, 5, 6, 10, 15, 30, 67, 134, 201, 335, 402, 670, 1005, 2010. Poiché la somma dei suoi divisori (escluso il numero stesso) è 2886 > 2010, è un numero abbondante.
- È esprimibile in un solo modo come somma di cinque quadrati: 2010 = 324 + 361 + 400 + 441 + 484 = 182 + 192 + 202 + 212 + 222.
- È un numero di Harshad nel sistema numerico decimale, cioè è divisibile per la somma delle sue cifre.
- È un numero naturale tetraprimo, ovvero ricavabile dal prodotto di 4 numeri primi distinti.
- È un numero di Ulam.
- È un numero intoccabile.
- È un numero pratico.
- È un numero semiperfetto in quanto pari alla somma di alcuni (o tutti) i suoi divisori.
- È un numero intero privo di quadrati.
- È un numero malvagio.
- È parte delle terne pitagoriche (1072, 2010, 2278), (1206, 1608, 2010), (2010, 2680, 3350), (2010, 4264, 4714), (2010, 4824, 5226), (2010, 13392, 13542), (2010, 15008, 15142), (2010, 22400, 22490), (2010, 40376, 40426), (2010, 67320, 67350), (2010, 112216, 112234), (2010, 202000, 202010), (2010, 336672, 336678), (2010, 1010024, 1010026).

## Astronomia
- 2010 Chebyshev è un asteroide della fascia principale del sistema solare.

## Astronautica
- Cosmos 2010 è un satellite artificiale russo.